# Ubavoj nam Crnoj Gori
"Ubavoj nam Crnoj Gori" (serbio: Убавој нам Црној Гори, español: A nuestro hermoso Montenegro) fue el himno nacional y estatal del Principado y Reino de Montenegro a finales del siglo XIX y principios del XX. También existía una canción popular llamada "¡Onamo, 'namo!" (español: "¡Allí, sobre allí!"). El sistema educativo tenía una canción honorífica, el Himno a San Sava, que se cantaba en honor del Santo.
La letra fue escrita en 1865 por el poeta y sacerdote serbio llamado Jovan Sundečić, quien era secretario del príncipe Nicolás I de Montenegro. La música fue compuesta por Jovo Ivanišević, a partir de "Uskliknimo s ljubavlju", himno a San Sava y posteriormente adaptado por Anton Schulz. El himno se interpretó por primera vez el 17 de octubre de 1870, tras lo cual el príncipe Nicolás lo declaró himno estatal. En 1993, fue una de las propuestas durante las infructuosas negociaciones para adoptar un himno regional de la entonces República Yugoslava de Montenegro. El principal problema eran sus letras monárquicas, que no eran apropiadas para Montenegro, ya que en ese momento era un estado republicano.

## Letra
| Serbio cirílico | Serbio latin | Español |
| Убавој нам Црној Гори | Ubavoj nam Crnoj Gori | A nuestro hermoso Montenegro |
| Убавој нам Црној Гори с поноситим брдима, Отаџбини што не двори, коју нашим мишицама Ми бранимо и држимо презирући невољу, — Добри Боже, сви Т' молимо: живи Књаза Николу! (Бис)                                 | Ubavoj nam Crnoj Gori s ponositim brdima, Otadžbini što ne dvori, koju našim mišicama Mi branimo i držimo prezirući nevolju, — Dobri bože, svi T' molimo: živi Knjaza Nikolu! (bis)                             | A nuestro hermoso Montenegro con colinas orgullosas, Patria que no sirve, que con nuestros músculos Defendemos y mantenemos, despreciando cualquier cautiverio,— Buen Dios, todos te rogamos: ¡viva el Príncipe Nicolás! (bis)      |
| Здрава, срећна, моћна, славна, — обћем врагу на ужас, Врлим претцим' у свем равна, свом народу на украс; Добрим блага, злијем строга; крста, дома, слободе Заштитника ревноснога, — храни нам Га, Господе! (Бис) | Zdrava, srećna, moćna, slavna, — obćem vragu na užas, Vrlim pretcim' u svem ravna, svom narodu na ukras; Dobrim blaga, zlijem stroga; krsta, doma, slobode Zaštitnika revnosnoga, — hrani nam Ga, Gospode! (bis | Sano, feliz, poderoso, glorioso, horror del enemigo común, A sus virtuosos ancestros iguales, a su gente hermosa; Manso con el bien, duro con el mal; de la cruz, hogar, libertad Nuestro celoso protector: ¡guárdalo, Señor! (bis) |